# Zlatý kříž Českého červeného kříže
Zlatý kříž Českého červeného kříže je ocenění předávané bezpříspěvkovým dárcům krve Českým červeným křížem.

## Udělovaná ocenění
V České republice jsou udělovány tři úrovně Zlatých křížů ČČK:
- Zlatý kříž ČČK 3. třídy – udělován za 80 bezpříspěvkových odběrů
- Zlatý kříž ČČK 2. třídy – udělován za 120 bezpříspěvkových odběrů
- Zlatý kříž ČČK 1. třídy – udělován za 160 bezpříspěvkových odběrů

Zlaté kříže 2. třídy jsou slavnostně udělovány na úrovni krajů zpravidla jednou ročně.
Zlaté kříže 1. třídy jsou udělovány při celostátním slavnostním předání, které probíhá zpravidla jednou ročně v Praze a Ostravě.
Nižší počty odběrů jsou oceňovány medailemi prof. MUDr. Jana Janského.